# مخمصه (مجموعه تلویزیونی)
مخمصه نام یک مجموعهٔ تلویزیونی به کارگردانی فرهاد مجدآبادی است که در زمستان سال ۱۳۶۲ ساخته شد و در نوروز ۱۳۶۳ از شبکه ۱ پخش گردید.

## خلاصه داستان
مردی، از همسایگان و اهالی محل، برای لوله‌کشی آب رحمت آباد پول جمع‌آوری می‌کند و با این پول برای خودش اتومبیلی می‌خرد. این امر مشکلات و مسائلی را دربردارد…

## بازیگران
- سیروس گرجستانی
- هادی مرزبان
- تانیا جوهری
- سروش خلیلی
- رضا بنفشه‌خواه
- سعید امیرسلیمانی
- فرزانه کابلی
- نادر رجب‌پور
- رضا بنفشه‌خواه
- عزت‌الله رمضانی‌فر
- کمند امیرسلیمانی
- جلیل فرجاد
- داود آریا